# Potonggang-guyok
Potonggang-guyok es uno de los 18 distritos, o guyok, de Pyongyang, Corea del Norte. Es más famoso por la ubicación del Hotel Ryugyong. Lleva el nombre del Río Pothong (literalmente "el río simple"), que sirve como frontera del distrito en todos los lados. Limita al norte con Hyongjesan-guyok, al este con Sosong-guyok y Moranbong-guyoks, al sur con Pyongchon y Chung-guyoks, y al oeste con Mangyongdae-guyok. El distrito fue establecido por el Comité Popular de la ciudad de Pyongyang en octubre de 1960.

## Visión general
El distrito de Pot'ong es principalmente un distrito de trabajo de la ciudad, ya que los pocos lugares de interés para los turistas se encuentran en la periferia del distrito. Las únicas atracciones abiertas a los visitantes son el Potong River Pleasure Ground, la Victoriosa Estatua de la Liberación de la Patria y el Monumento al Proyecto de Mejora del Río Potong. También es la ubicación de la Escuela y Fábrica de Bordados de Pyongyang y la Escuela Secundaria Superior de Pyongyang. Ragwon-dong del distrito es la ubicación de las oficinas centrales y la sede de la Comisión de Defensa Nacional de la RPDC.